# Andrew Brody
Andrew Brody (Orlando, 3 maggio 1995) è un calciatore statunitense, difensore dello Sporting K.C..

## Carriera
Muove i primi passi nelle giovanili del Real Salt Lake AZ, una filiale del Real Salt Lake con sede in Arizona. Il 15 giugno 2017 ha esordito in prima squadra, nella sconfitta per 4-1 contro il Sacramento Republic nella Lamar Hunt U.S. Open Cup, subentrando al minuto '82 a Reagan Dunk. A causa del poco spazio in rosa e per garantirgli maggior minutaggio, nel 2019 si trasferisce in Europa, venendo ceduto in prestito agli austriaci del Pinzgau Saalfelden, società partecipante alla terza divisione locale, per l'intera stagione. Rientrato dal prestito, il 1º maggio 2021 esordisce in MLS, giocando l'incontro vinto per 3-1 contro lo Sporting Kansas City, rilevando Aaron Herrera al minuto '30.

## Statistiche

### Presenze e reti nei club
Statistiche aggiornate al 10 luglio 2022.
| Stagione        | Squadra            | Campionato      | Campionato | Campionato | Coppe nazionali | Coppe nazionali | Coppe nazionali | Coppe continentali | Coppe continentali | Coppe continentali | Altre coppe | Altre coppe | Altre coppe | Totale | Totale |
| Stagione        | Squadra            | Comp            | Pres       | Reti       | Comp            | Pres            | Reti            | Comp               | Pres               | Reti               | Comp        | Pres        | Reti        | Pres   | Reti   |
| --------------- | ------------------ | --------------- | ---------- | ---------- | --------------- | --------------- | --------------- | ------------------ | ------------------ | ------------------ | ----------- | ----------- | ----------- | ------ | ------ |
| 2016            | Real Monarchs      | USL             | 21         | 2          |                 | -               | -               |                    | -                  | -                  |             | -           | -           | 21     | 2      |
| 2017            | Real Monarchs      | USL             | 25         | 2          |                 | -               | -               |                    | -                  | -                  |             | -           | -           | 25     | 2      |
| 2018            | Real Monarchs      | USL             | 28+1       | 2+0        |                 | -               | -               |                    | -                  | -                  |             | -           | -           | 29     | 2      |
| gen.-lug. 2019  | Real Monarchs      | USLC            | 15         | 0          |                 | -               | -               |                    | -                  | -                  |             | -           | -           | 15     | 0      |
| 2017            | Real Salt Lake     | MLS             | 0          | 0          | USOC            | 1               | 0               |                    | -                  | -                  |             | -           | -           | 1      | 0      |
| 2018            | Real Salt Lake     | MLS             | 0          | 0          | USOC            | 1               | 0               |                    | -                  | -                  |             | -           | -           | 1      | 0      |
| gen.-lug. 2019  | Real Salt Lake     | MLS             | 0          | 0          | USOC            | 1               | 0               |                    | -                  | -                  | LC          | -           | -           | 1      | 0      |
| 2019-2020       | Pinzgau Saalfelden | RL              | 16         | 4          |                 | -               | -               |                    | -                  | -                  |             | -           | -           | 16     | 4      |
| giu.-dic. 2020  | Real Monarchs      | USLC            | 10         | 1          |                 | -               | -               |                    | -                  | -                  |             | -           | -           | 10     | 1      |
| 2021            | Real Monarchs      | USLC            | 1          | 0          |                 | -               | -               |                    | -                  | -                  |             | -           | -           | 1      | 0      |
| 2021            | Real Salt Lake     | MLS             | 16+3       | 0          |                 | -               | -               |                    | -                  | -                  |             | -           | -           | 19     | 0      |
| 2022            | Real Salt Lake     | MLS             | 19         | 1          | USOC            | 0               | 0               |                    | -                  | -                  |             | -           | -           | 19     | 1      |
| Totale carriera | Totale carriera    | Totale carriera | 155        | 12         |                 | 3               | 0               |                    | -                  | -                  |             | -           | -           | 158    | 12     |